# Android Go
Android Go, oficialmente Android Go Edition, es una versión para teléfonos reducida de la distribución Android diseñada para teléfonos inteligentes de gama baja, disponible por primera vez para Android Oreo. Está pensada para teléfonos inteligentes con 2 GB de RAM o menos. Este modo tiene optimizaciones de plataforma diseñadas para reducir el uso de datos móviles (incluyendo la habilitación del modo de ahorro de datos de forma predeterminada), y un conjunto especial de servicios móviles de Google diseñados para ser menos intensivos en recursos y ancho de banda. Google Play Services también se ha modularizado para reducir su huella de memoria. La tienda de Google Play Store destacará las aplicaciones más ligeras que se adapten a estos dispositivos.
La interfaz del sistema operativo difiere de la de la línea principal de Android, con el panel de ajustes rápidos que da mayor prominencia a la información relativa a la batería, el límite de datos del móvil y el almacenamiento disponible; el menú de aplicaciones recientes que utiliza una disposición modificada y se limita a cuatro aplicaciones (con el fin de reducir el consumo de RAM), y una interfaz de programación de aplicaciones (API) para permitir a los operadores de telefonía móvil implementar el seguimiento de datos y las recargas dentro del menú de ajustes de Android.
La mayoría de los dispositivos que ejecutan Android Go utilizan la interfaz gráfica de usuario de Android "stock" de Google, aunque hay varios fabricantes que siguen utilizando la interfaz gráfica de usuario personalizada.

## Versiones
Android Go se puso a disposición de los fabricantes de equipos originales para Android 8.1, y más tarde, para Android 9 Pie.
| Nombre clave                                                              | Números de versión | Mínimo de RAM requerido | Fecha de lanzamiento     | Ref.   |
| ------------------------------------------------------------------------- | ------------------ | ----------------------- | ------------------------ | ------ |
| 8.1 (Oreo) (Go edition)                                                   | 8.1                | 512 MB                  | 5 de diciembre de 2017   | [ 5 ]  |
| 9 (Pie) (Go edition)                                                      | 9                  | 512 MB                  | 15 de agosto de 2018     | [ 6 ]  |
| 10 (Queen Cake) (Go edition)                                              | 10                 | 512 MB                  | 25 de septiembre de 2019 | [ 7 ]  |
| 11 (Red Velvet Cake) (Go edition)                                         | 11                 | 1 GB                    | 10 de septiembre de 2020 | [ 8 ]  |
| 12 (Snow Cone) (Go edition)                                               | 12                 | 1 GB                    | 14 de diciembre de 2021  | [ 9 ]  |
| 13 (Tiramisu) (Go Edition)                                                | 13                 | 2 GB                    | 19 de octubre de 2022    | [ 10 ] |
| Leyenda:Versión antiguaVersión antigua, con soporte técnicoÚltima versión |                    |                         |                          |        |